# Stazione di Marconia
La stazione di Marconia è stata una stazione ferroviaria in provincia di Matera, a servizio del comune di Marconia.

## Descrizione
È stata trasformata in posto di movimento insieme alle stazioni di Gabella Grande, Isola Capo Rizzuto, San Leonardo di Cutro e Thurio nel 2010.
Dopo 5 anni di servizio come posto di movimento, nel 2015 l'edificio è stato completamente dismesso.